# إرنست ديلاني
إرنست ديلاني (بالإنجليزية: Ernest Delaney)‏ هو مهندس أمريكي، ولد في 5 يناير 1889، وتوفي في 29 أغسطس 1937.